# سیلویا دوردلمان
سیلویا دوردلمان (آلمانی: Sylvia Dördelmann؛ زادهٔ ۷ آوریل ۱۹۷۰) قایقران روئینگ اهل آلمان بود.